# Ruồi chuồng trại
Ruồi chuồng trại (Danh pháp khoa học: Stomoxys calcitrans) là một loài ruồi trong họ Muscidae.

## Đặc điểm
Ruồi chuồng trại có thể dễ dàng phân biệt với các loài ruồi nhà khác bởi cái vòi dài, nhọn duỗi thẳng trước đầu. Cả con đực và con cái dùng vòi này để chích da của vật chủ và hút máu. Vết chích này gây đau và khi số lượng ruồi này xuất hiện nhiều bên ngoài thì chúng có thể tước mất những hoạt động của con người. Ruồi này đẻ trứng ở những nơi như rơm, cỏ khô mục, cỏ, rong biển lên men.
Ruồi chuồng trại thường thấy ở xung quanh chuồng trại, nhà cửa và dọc theo bờ biển và gần cũi chó. ở hai nơi sau chúng thường được gọi là ruồi bãi biển hoặc ruồi chó. Từ 1 đến 3 ngày thì trứng nở thành giòi hay ấu trùng có màu hơi vàng trắng. Những ấu trùng trải qua 3 lần lột xác và trở thành nhộng ở lần lột xác cuối cùng, ở điều kiện thời tiết ấm, giai đoạn thành nhộng kéo dài từ 6 đến 20 ngày.Trung bình, con trưởng thành sống khoảng 20 ngày.